# Carolco Pictures
Carolco Pictures, Inc. fue una productora de cine fundada en 1976 por Mario Kassar y Andrew G. Vajna. Funcionó como un estudio independiente y fue responsable de éxitos en taquilla como los tres primeros títulos de la saga Rambo, Total Recall, Terminator 2 y Basic Instinct. Para funcionar en el mercado, financiaban cada cinta con la venta anticipada de sus derechos de distribución a otras compañías.
En sus últimos años tuvo serios problemas financieros por el gasto de sus producciones, hasta que presentó la bancarrota en noviembre de 1995.

## Historia
Carolco fue fundada en 1976 como «Anabasis Investments» por el libanés Mario Kassar y el húngaro Andrew G. Vajna. Ambos eran conocidos en Hollywood por su trabajo como productores independientes y Vajna se dedicaba además a la distribución de cine oriental, a través de la empresa Panasia Films Ltd. Al principio Anabasis se especializó en la venta de derechos cinematográficos en el extranjero, pero terminó convirtiéndose en un estudio de películas de bajo presupuesto. Sus primeros trabajos fueron dos coproducciones con el canadiense Garth Drabinsky: The Silent Partner (1978) y The Changeling (1980).
La primera película propia de Anabasis-Carolco fue First Blood (1982), el inicio de la saga Rambo protagonizada por Sylvester Stallone, al que conocieron un año antes en el rodaje de Evasión o victoria. La apuesta fue un éxito, ya que compraron los derechos del guion por 385.000 dólares y la cinta recaudó 120 millones, y colocó a la productora como una de las más prometedoras en la industria estadounidense.
El éxito de Rambo motivó a Kassar y Vajna para que su próximo trabajo fuese una producción de gran presupuesto. Para ello siguieron una táctica muy arriesgada: financiar la película con la venta anticipada de sus derechos en el extranjero a otros distribuidores (preventa) y préstamos sobre futuribles. Así se preparó Rambo: First Blood Part II (1985), con un presupuesto inicial de 25 millones de dólares. Esa fue además la primera vez que se usó el nombre «Carolco Pictures», tomado de una empresa panameña. Su estreno coincidió con el décimo aniversario del final de la Guerra de Vietnam y al final resultó rentable: más de 300 millones recaudados a nivel mundial. Con este éxito, la productora se concentró en el cine de acción y consiguió una exclusividad con Stallone. La otra decisión importante fue firmar un acuerdo de distribución en 1985 con TriStar Pictures, con la que trabajó durante una década. En 1986 trasladaron su sede a Sunset Boulevard e incrementaron su plantilla para competir frente a las grandes de la industria.
Carolco mantuvo su ritmo de grandes producciones en 1987 con los estrenos de El corazón del ángel (con Mickey Rourke y Robert De Niro), Extreme Prejudice y Rambo III, así como la distribución internacional de El príncipe de las tinieblas de John Carpenter. Con el objetivo de afianzarse contrataron a un abogado, Peter Hoffman, que impulsó una oferta pública de venta para dotar a la empresa de liquidez. También compraron otras empresas del sector: la firma de cine en VHS International Video Entertainment, una participación mayoritaria en Orbis Communications (producción para televisión) y unos estudios de Dino de Laurentiis en Wilmington, Carolina del Norte. A finales de 1989, Mario Kassar tomó el control total de Carolco al hacerse con la participación de Andrew G. Vajna, que montó su propio estudio, Cinergi Pictures.

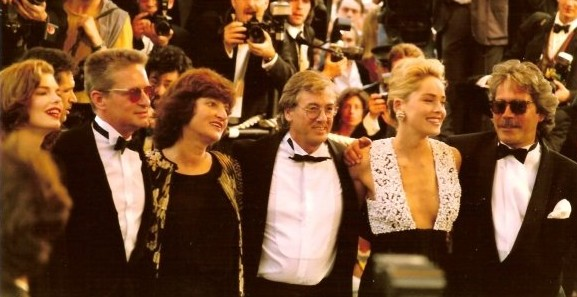
Presentación de Basic Instinct en el Festival de Cannes de 1992. De izquierda a derecha: Jeanne Tripplehorn, Michael Douglas, Martine Tours y su esposo Paul Verhoeven, Sharon Stone y el productor Mario Kassar.

Otro aspecto importante en la historia de Carolco fue su relación con Arnold Schwarzenegger, con el que ya habían trabajado en Red Heat (1988). El austriaco negoció con Kassar para que comprara los derechos de Total Recall (Desafío Total, 1990) tras la quiebra de los estudios De Laurentiis. Carolco se hizo con ellos por tres millones de dólares y proporcionó a Schwarzenegger un salario de diez millones de dólares más el 15% de la taquilla. Además le permitió ejercer un elevado control sobre la producción, con poder de veto sobre todo el reparto, y eligió como director a Paul Verhoeven. La película recaudó más de 261 millones de dólares.
Tras el buen resultado de Total Recall, la productora compró los derechos de la saga Terminator a Hemdale Films por cinco millones de dólares, a instancias de Schwarzenegger. Al igual que la primera parte, contó con James Cameron como director y con la participación de Linda Hamilton (Sarah Connor). El presupuesto de rodaje superó los 94 millones de dólares, pero Terminator 2: el juicio final (1991) fue la película más taquillera del año y el mayor éxito del estudio, con una recaudación de 519 millones.
Un año después se grabó otro emblema de Carolco: Basic Instinct (1992), dirigida por Verhoeven y protagonizada por Michael Douglas y Sharon Stone. Su guion, obra de Joe Eszterhas, se escribió en los años 1980 y Kassar ganó la subasta por sus derechos con una oferta de tres millones de dólares. El gasto total fueron 49 millones y la taquilla fue de 352 millones, siendo la cuarta producción que más recaudó en Estados Unidos ese año. Hasta esa fecha, la productora había estrenado cerca de cuarenta títulos, contando todas las películas independientemente del presupuesto.

### Quiebra
El excesivo gasto de Carolco comenzó a preocupar a los inversores a comienzos de la década de 1990. La estrategia de financiar las películas con la venta anticipada de sus derechos era muy arriesgada si éstas fracasaban en taquilla, muchas empresas no eran rentables y además se había pagado demasiado dinero por actores y derechos de grabación. Por ejemplo, Sylvester Stallone tuvo un contrato de 16 millones de dólares para Rambo III, mientras que Schwarzenegger recibió regalos como coches y el uso libre del avión de la empresa. En 1992 se especuló con su bancarrota, pero al final se reestructuró el negocio gracias a la venta de filiales y la firma de acuerdos de distribución con estudios como Studio Canal+, Pioneer o Metro-Goldwyn-Mayer. Peter Hoffman dimitió en marzo de 1992 tras la baja recaudación de The Doors, dirigida por Oliver Stone, que se negó a financiar.
El estreno de Cliffhanger (1993) fue un éxito en taquilla (255 millones de dólares) del que Carolco vio pocos beneficios, pues tuvo que vender sus derechos de distribución a TriStar a cambio de la mitad de la recaudación. No obstante, aguantó el tirón gracias a la rentabilidad de otras producciones como Soldado universal (1992) y Stargate (1994).
Al final, Carolco quebró en 1995 porque a sus problemas económicos se sumaron los errores cometidos en la producción de Cutthroat Island. Para salvar su empresa, Kassar tenía que decidir entre dos costosos proyectos: una recreación de las Cruzadas, dirigida por Paul Verhoeven y Arnold Schwarzenegger, o una película de piratas con Renny Harlin a la dirección y protagonizada por Michael Douglas y Geena Davis, en aquel momento esposa de Harlin. Al final escogió la segunda opción en agosto de 1993, pero tuvo muchos contratiempos. Douglas se marchó por desacuerdos con la dirección y fue reemplazado por Matthew Modine. Más tarde se supo que Davis también trató de dejarlo pero no pudo hacerlo por contrato. Todos estos cambios retrasaron el rodaje porque hubo que reescribir el guion y volver a rodar escenas. Para aumentar el presupuesto a 90 millones, el estudio tuvo que vender los derechos internacionales de varias películas como Showgirls —otro fracaso en taquilla— y Last of the Dogmen.
Carolco declaró la bancarrota el 10 de noviembre de 1995. Un mes después se estrenó Cutthroat Island, que solo recaudó 10 millones de dólares por su escasa promoción. La productora desapareció por completo en 1996, cuando se solucionó la venta de su catálogo. Además, el Servicio de Impuestos Internos (IRS, agencia federal de Estados Unidos) investigó en 1996 a Kassar y Vajna por una presunta evasión fiscal, de la que salieron absueltos.
El último paquete de derechos, relacionado con una posible tercera parte de Terminator, fue adquirido en 1997 por Mario Kassar y Andrew G. Vajna, quienes se asociaron de nuevo para crear en 2002 la productora C2 Pictures, existente hasta 2008.

### El retorno del Carolco
El productor de cine Alex Bafer compró los derechos de imagen de Carolco Pictures, y el 20 de enero de 2015 renombró así a su productora audiovisual, antes conocida como Brick Top Productions. Meses después, nombró a Mario Kassar jefe ejecutivo de desarrollo de la nueva Carolco. Sin embargo, el 7 de abril de 2016, se anunció que tanto Bafer como Kassar habían dejado la compañía, y Kassar se llevó consigo uno de los proyectos planeados de Carolco, una nueva versión de la película de terror japonesa de 1999 Audition que estaba produciendo. El inversor Tarek Kirschen fue entonces nombrado director ejecutivo de Carolco. En 2017, StudioCanal y Carolco llegaron a un acuerdo por el cual StudioCanal tendría el control exclusivo del nombre y el logotipo de Carolco y la compañía Carolco Pictures pasaría a llamarse Recall Studios. Ese acuerdo resolvió una disputa legal sobre la marca Carolco interpuesta por StudioCanal. El acuerdo entró en vigor el 29 de noviembre de ese año.

## Filmografía

### Década de 1980
| Película                                | Otros títulos                                                                 | Estreno |
| --------------------------------------- | ----------------------------------------------------------------------------- | ------- |
| The Silent Partner                      | Testigo silencioso (España) El socio silencioso (Hispanoamérica)              | 1978    |
| The Changeling                          | Al final de la escalera (España) El intermediario del diablo (Hispanoamérica) | 1980    |
| First Blood                             | Acorralado (España) Rambo: Primera sangre (Hispanoamérica)                    | 1982    |
| Superstition                            | Superstición                                                                  | 1985    |
| Rambo: First Blood Part II              | Rambo: Acorralado - Parte II (España) Rambo II (Hispanoamérica)               | 1985    |
| Angel Heart                             | El corazón del ángel                                                          | 1987    |
| Extreme Prejudice                       | Traición sin límites                                                          | 1987    |
| Prince of Darkness                      | El príncipe de las tinieblas                                                  | 1987    |
| Pound Puppies and the Legend of Big Paw | Los Pound Puppies y la Leyenda de la Garra Grande                             | 1988    |
| Rambo III                               | -                                                                             | 1988    |
| Red Heat                                | Danko: Calor rojo (España) Infierno rojo (Hispanoamérica)                     | 1988    |
| Iron Eagle II                           | Águila de acero II                                                            | 1988    |
| Watchers                                | Proyecto: Terror (España) Al borde del terror (Hispanoamérica)                | 1988    |
| DeepStar Six                            | Profundidad seis                                                              | 1989    |
| Field of Dreams                         | Campo de sueños (España) El campo de los sueños (Hispanoamérica)              | 1989    |
| Food of the Gods II                     | Roedores: La comida de los dioses II                                          | 1989    |
| Lock Up                                 | Encerrado (España) Condena brutal (Hispanoamérica)                            | 1989    |
| Johnny Handsome                         | Johnny el Guapo                                                               | 1989    |
| Shocker                                 | Shocker, 100.000 voltios de terror                                            | 1989    |
| Music Box                               | La caja de música (España) Mucho más que un crimen (Hispanoamérica)           | 1989    |

### Década de 1990
| Película                   | Otros títulos                                                                             | Estreno |
| -------------------------- | ----------------------------------------------------------------------------------------- | ------- |
| Mountains of the Moon      | Las montañas de la Luna                                                                   | 1990    |
| Welcome to Spring Break    | Pesadilla en la playa (España) Playa mortal (Hispanoamérica)                              | 1990    |
| Total Recall               | Desafío total (España) El vengador del futuro (Hispanoamérica)                            | 1990    |
| Air America                | Air America: Locos por el peligro Riesgo en el aire (Venezuela)                           | 1990    |
| Repossessed                | Reposeída (España) ¿Y dónde está el exorcista? (Hispanoamérica)                           | 1990    |
| Narrow Margin              | Testigo accidental                                                                        | 1990    |
| King of New York           | El rey de Nueva York                                                                      | 1990    |
| Jacob's Ladder             | La escalera de Jacob Alucinaciones del pasado (Hispanoamérica)                            | 1990    |
| Hamlet                     | Hamlet: El honor de la venganza                                                           | 1990    |
| Queens Logic               | Boda en Queens                                                                            | 1991    |
| L.A. Story                 | Tres mujeres para un caradura                                                             | 1991    |
| The Doors                  | -                                                                                         | 1991    |
| The Punisher               | Vengador (España) El Castigador (Hispanoamérica)                                          | 1991    |
| Sweet Talker               | -                                                                                         | 1991    |
| Dice Rules                 | -                                                                                         | 1991    |
| Terminator 2: Judgment Day | Terminator 2: el juicio final                                                             | 1991    |
| Defenseless                | Sin defensa                                                                               | 1991    |
| Rambling Rose              | El precio de la ambición (España)                                                         | 1991    |
| Get Back                   | -                                                                                         | 1991    |
| The Dark Wind              | Tempestad en la llanura (España)                                                          | 1991    |
| Basic Instinct             | Instinto Básico (España) Bajos instintos (Hispanoamérica)                                 | 1992    |
| Aces: Iron Eagle III       | Águila de acero III (España)                                                              | 1992    |
| Universal Soldier          | Soldado universal                                                                         | 1992    |
| Light Sleeper              | Posibilidad de escape (España)                                                            | 1992    |
| Chaplin                    | -                                                                                         | 1992    |
| Cliffhanger                | Máximo riesgo (España) Riesgo total (Hispanoamérica)                                      | 1993    |
| Wagons East!               | Caravana al Este (España)                                                                 | 1994    |
| Stargate                   | Stargate: La puerta del tiempo (España) Stargate: Puerta a las estrellas (Hispanoamérica) | 1994    |
| Last of the Dogmen         | Los últimos guerreros (España)                                                            | 1995    |
| Showgirls                  | -                                                                                         | 1995    |
| Cutthroat Island           | La isla de las cabezas cortadas (España) La pirata (Hispanoamérica)                       | 1995    |